# Porcellio fiumanus
Porcellio fiumanus là một loài chân đều trong họ Porcellionidae. Loài này được Verhoeff miêu tả khoa học năm 1901.